# 宮崎県屋外型トレーニングセンター
宮崎県屋外型トレーニングセンター（みやざきけん おくがいがた トレーニングセンター）は、宮崎県宮崎市にあるサッカー・ラグビー場、多目的グラウンド、室内練習場、クラブハウスなどからなる施設。
2023年に味の素が命名権を取得し、呼称をアミノバイタルトレーニングセンター宮崎としている。契約期間は同年4月から3年間（最大2年の延長が協議により可能）で、契約金は年1000万円。

## 歴史
かつてリゾート施設として存在した宮崎シーガイア（現・シーガイア）の大型屋内プール「オーシャンドーム」の跡地約6.5ヘクタールを、所有者のフェニックスリゾートから宮崎県が無償で借り受け、建設した。2023年4月1日供用開始。
2024年5月31日、フェニックスリゾートの親会社だったセガサミーホールディングスは、アメリカ合衆国の投資ファンド フォートレス・インベストメント・グループにフェニックスリゾートを売却した。フェニックスリゾートによるシーガイア（宮崎県屋外型トレーニングセンターの敷地を含む）の所有は、今後も続く見込み。

## 施設概要
敷地面積： 61,541.43 平方メートル
出典
- サッカー・ラグビー場 - 天然芝「ティフグラウンド」[8]を採用、照明施設あり。
- 多目的グラウンド - ハイブリッド芝（SIS Grass）[9]を採用、400mトラック・照明施設あり。
- 室内練習場 - 人工芝
- トレーニングルーム
- 第1ミーティングルーム（クラブハウス）
- 第2ミーティングルーム（クラブハウス）

## 使用実績
- ラグビー日本代表宮崎合宿 - 2024年6月6日から10月まで断続的に使用予定[10]。

## 交通
- 宮崎空港から車で約25分（一ツ葉有料道路経由）
- 宮崎駅から車で約25分

## 周辺施設
- シェラトン・グランデ・オーシャンリゾート - 43階建てホテル
- ラグゼ一ツ葉 - コンドミニアム型宿泊施設
- コテージ・ヒムカ - コテージ型宿泊施設
- 松泉宮 - 温泉施設
- シーガイアテニスアカデミー - 20面のコートを持つテニスクラブ
- フェニックスカントリークラブ
- トム・ワトソンゴルフコース
- シーガイアコンベンションセンター